# Teodor Moldovan
Teodor Moldovan (n. 15 iulie 1948) este un deputat român în legislatura 1992-1996, ales în județul Bihor pe listele partidului PD. Teodor Moldovan a fost validat ca deputat pe data de 26 septembrie 1994, dată la care l-a înlocuit pe deputatul Florian Bercea.